# Игор Бранислав Штефаник
Игор Бранислав Штефаник (svk. Igor Branislav Štefánik; Кошариска, 11. новембар 1873 — Нови Сад, 25. април 1940) је био словачки евангелички свештеник, публициста и политичар. 

## Породица
Отац Павел био је евангелистички свештеник у Кошариски, ожењен Албертином (девојачко Јуренкова), са којом је имао 12 деце, од којих је троје умрло у детињству. Најпознатији члан породице свакако је Игоров млађи брат Милан Растислав Штефаник, генерал француске војске и један од оснивача Чехословачке.

## Образовање
Основну школу похађао је у родном месту, Мијави и Шаморину. Средњошколско образовање започео је на Лицеју у Братислави, а матурирао је у Кежмарку. Овде је уређивао месечник Lúč. Потом је завршио студије права у Будимпешти, теологије у Шопрону и Прешову и филозофије и психологије у Ростоку.

## Период од краја 19. века до Првог светског рата
За свештеника је посвећен 1898. године у Мишколцу. Био је капелан у Сарвашу и краћи период у Липтовском Микулашу. Потом је био свештеник у Мијави (1902—1903) и Бачкoj Паланци (1903-1914 и 1916-1920).
По доласку у Бачку Паланку 1903. године брзо је савладао српски језик и спријатељио се са локалним православним свештеником и неколико српских породица. Убрзо је започео своју верску, националну и културну делатност с циљем супротстављања мађаризацији и очувања словачког идентитета.
Рад Штефаника на националном освешћавању Словака није остао незапажен од стране угарских власти.Током Првог светског рата пред судом у Новом Саду осуђен је на кућни притвор. Неколико месеци налазио се под полицијским надзором. Новом пресудом суда у пролеће 1915. интерниран је у село Бакоњибел у Мађарској. На Синоду 25. маја 1915. године због неликвидности затворена је каса Паланачке евангеличке цркве, док је 2. јула црква проглашена мисијом. Бригу о црквеним пословима преузео је гложански свештеник Јан Ђеђивски.
Штефаник се у Бачку Паланку вратио 1. маја 1916. године. Оживљава рад црквене општине, настојећи да поправи финансијско стање и обнови културно-просветне активности заједнице.До краја рата остао је под полицијским надзором.

## Међуратни период
Успостављањем Народне управе у Паланачком срезу крајем новембра 1918. године Игор Штефаник се укључује у политички живот нове државе Краљевине Срба, Хрвата и Словенаца. Потом је на састанку Словачке народне странке (СНС) 10. јануара 1919. разматран заједно са Аугустом Ратом за представника Словака у Привременом народном представништву (ПНП) у Београду. Међутим, један мандат је укинут словачкој мањини, па је на крају само Штефаник на седници Велике народне скупштине у Новом Саду 27. фебруара 1919. године изабран за посланика ПНП, и то уз подршку Народне радикалне странке. Са овим избором се СНС није сложио, пошто нису били консултовани. Штефаник је био посланик у ПНП од 16. марта 1919. до 28. новембра 1920. Био је први и једини посланик Словака у међуратној Југославији. Самостално наступање Штефаника у ПНП изазвало је сукоб са председником СНС Људевитом Мичатеком, који је кулминирао Штефаниковим напуштањем странке.
Након погибије брата Милана Растислава 4. маја 1919. Игор са породицом поново напушта Паланку. После сахране заједно са братом Павелом одлази у Париз како би преузели бригу о Милановој имовини. Из Француске је отпутовао у Чехословачку, где је живео 1920-23. године.
Од 1923. до 1924. поново је био свештеник у Бачкој Паланци. Због измењеног стања у црквеној општини и ниске плате прелази у Надлак у Румунији 1924. године. Тамо се залагао за раздвајање словачке и немачке евангеличке заједнице, и формирање самосталне словачке бискупије. Својим ангажманом створио је пуно непријатеља међу припадницима немачких и мађарских евангелика, али и међу својим сународницима. Тада је Надлак имао двојицу словачких евангеличких свештеника: од 1909. тамо је радио и Иван Бујна. Штефаник је оптужен пред Дисциплинским судом цркве за кршење надлежности, и осуђен је на новчану казну и плаћање судских трошкова.
Године 1927. напушта Надлак и долази у Нови Сад. Од 1927. до 1935. године радио је као новинар и вероучитељ у гимназијама, препарандијама и грађанским школама.
За администратора цркве у Бингули у Срему изабран је 28. марта 1932. године. Ту је остао све до 1. маја 1934, када је пензионисан, пошто је доживео мождани удар, и десна половина тела му се одузела. Месечно је примао 1.000 динара пензије за тридесет година службе, што није било довољно за живот и неопходне лекове. Током целог живота бавио се писањем, превођењем, и држао је предавања о политичким, религијским и економским темама.
Умро је 25. априла 1940. године у Новом Саду, где је и сахрањен на реформатско-евангеличком делу Католичког гробља у Футошкој улици.
Био је ожењен Зузаном (девојачко Шустер), ћерком Павела Шустера, трговца пивом и Зузане (девојачко Котас) из Бачког Петровца.
4. јуна 2023., у склопу обележавања 150 година од рођења, откривена је биста Игора Штефаника у предворју словачке евангеличке цркве у Новом Саду.